# هلال مصلي
إن الهلال المصلي (serous demilune) عبارة عن رأس على شكل نصف قمر (ومن هنا جاءت التسمية «الهلال») يوجد على بعض الغدد اللعابية.
والأهلة المصلية هي الخلايا المصلية عند النهاية القاصية في وحدة الإفراز النُبيبية السنخية المخاطية في بعض الغدد اللعابية (تحت الفك السفلي وتحت اللسان). وتفرز تلك الخلايا الهلالية البروتينات التي تشتمل على إنزيم ليزوزيم، الذي يعمل على هدم جدران الخلية في البكتريا. وبهذه الطريقة يمنح إنزيم الليزوزيم النشاط المضاد للميكروبات في المخاط.
إن الهلال المصلي هو طريقة ابتكرها الإنسان من الطرق التقليدية لتحضير العينات. حيث يتم عادةً تحضير العينات وتثبيتها باستخدام مادة الفورمالدهيد. وعند حفظ العينات بطريق التجمد السريع في النيتروجين السائل ثم تثبيتها باستخدام أكسيد الأوزميوم الثماني في الأسيتون، فلن يتم العثور على أشكال هلالية. ولقد بينت الفحوصات أن الخلايا المصلية والخلايا المخاطية تكون متحاذية في العنيبات. أما طرق التحضير التقليدية فتتسبب في التهاب الخلايا المخاطية أثناء التثبيت الأمر الذي يؤدي إلى بروز الخلايا المصلية من مسارها. وبعدها يتم اقتطاع الخلايا المصلية التي تشبه شكل الهلال المعروف، ومن هنا جاء الاسم.
عندما يوجد هذا الشكل الهلالي في الغدة، فإنه ينتج كلاً من الإفرازات المصلية والمخاطية، وبهذا يتم تصنيفه باعتباره «مختلطًا».

## وصلات خارجية
- Slide at cytochemistry.net

الرجاء إجراء هذا التصحيح:
1.إنها الخلايا المخاطية التي تلتهب بعد التثبيت في مادة فورمالدهيد.